# Messier 19
Messier 19 hay M19 (còn gọi là NGC 6273) là một cụm sao cầu trong chòm sao Xà Phu. Nó được Charles Messier phát hiện vào năm 1764 và trong cùng năm này ông liệt kê nó vào danh sách các thiên thể giống sao chổi.
M19 là một trong những cụm sao cầu được biết đến sớm nhất. Nó nằm cách hệ Mặt Trời 28.000 năm ánh sáng, và khá gần với trung tâm Thiên hà, chỉ cách 5.200 năm ánh sáng.
|  |
|  |